# 村上木彫堆朱
村上木彫堆朱（むらかみきぼりついしゅ）は、新潟県の村上市において製造される漆器である。1955年には新潟県文化財、1976年には経済産業大臣指定伝統的工芸品の指定をそれぞれ受けた。

## 歴史
室町時代の文安年代より、この地域近辺に耕雲寺や龍皐寺などの寺院が建立されていた。その際、京都から来ていた大工や工芸師などがその事業に加わったことが、当漆器の起こりとされている。村上頼勝が藩主の時、寺院の建築が盛んになった。
江戸時代に入り、元和には城郭や武家屋敷の改築や建設が進められ、それは寛文まで続けられた。京都から木匠伊太郎などを招聘し、村上で彫刻の技術が高められたのはこの頃とされる。寛文2年に羽黒神社が再建となり、神輿に漆工芸を施す必要があったが、これも京都から職人を招いている。寛文7年、榊原政倫の時代には藩士の荒山市右衛門が漆奉行になったという。それと同時に、ウルシを植樹させている。
文政の時、江戸詰であった村上頓宮次郎兵衛は堆朱の名工、玉楮象谷を師匠として彫刻を学び、同藩士の澤村吉四郎も加わって世に聞こえた才能を乞うた。天保年間に江戸詰となった澤村吉四郎が、久松老松軒、岩村太郎左衛門などに教示し、彼らがその漆工を持ち帰った。藩の工芸奨励政策もあり、工匠たちの間で広まった。板垣周左衛門（後に苗字帯刀を許され、有磯周斎となる）は技巧の向上のほか、活発に販路の拡大を進めて漆器を村上の特産品にし、今日の村上漆器の基礎を固めたとされる。慶応年間に仏壇や仏具にも加工を広げ、世間に広まって行った。
明治に入って漆業は一種の道楽から生業となり、元士族の間でも行われた。その後は需要が増加するも、濫造する結果を招いていた。そこで周斎の子、周亭や山脇長平などが明治26年に村上工芸社を組織し、技術の進歩と販路拡大を図った。販路は海外にも広まり、分業制の活用もあって村上漆器は栄えた。昭和11年（1936年）当時では、80名の会員が在籍していた。
現在、生産されているものには、杯・皿・重箱・鉢・茶筒・なつめ・菓子器・盆・箸・花器などがある。